# Kirchheller Heide und Hilsfelder Wald
Koordinaten: 51° 34′ 47″ N, 6° 50′ 5″ O
Das Naturschutzgebiet Kirchheller Heide und Hilsfelder Wald liegt auf dem Gebiet der kreisfreien Stadt Bottrop in Nordrhein-Westfalen.

## Beschreibung
Das Gebiet erstreckt sich nordwestlich der Kernstadt von Bottrop und westlich des Bottroper Stadtteils Grafenwald im Stadtbezirk Kirchhellen. Am nördlichen Rand des Gebietes fließt der Schwarzbach und am westlichen Rand der Rotbach. Westlich verläuft die Landesstraße L 397, nördlich die L 462 und östlich die L 621. Nordwestlich liegt der Flugplatz Dinslaken/Schwarze Heide. Nördlich des Gebietes – auf dem Gebiet der Stadt Dinslaken im Kreis Wesel – erstreckt sich das etwa 216,4 ha große Naturschutzgebiet (NSG) Kirchheller Heide, Schwarzbach (WES-057), östlich das etwa 413,5 ha große  NSG Kirchheller Heide (BOT-007), südöstlich das etwa 61,0 ha große NSG Grafenmühle im Ortsteil Kirchhellen (BOT-003) und westlich – auf dem Gebiet der kreisfreien Stadt Oberhausen – das etwa 409,5 ha große NSG Hiesfelder Wald (OB-001).

## Bedeutung
Das etwa 171,6 ha große Gebiet wurde im Jahr 1933 unter der Schlüsselnummer BOT-001 unter Naturschutz gestellt. Schutzziele sind die Erhaltung und die ökologische Optimierung eines großflächigen und vielfältigen Biotopkomplexes aus Heide-, Zwischenmoor-, Gewässer- und Laubwald-Lebensräumen, die sich entlang naturnaher Bachläufe als Bestandteil und Bindeglied innerhalb eines bestehenden Systems von Naturschutzgebieten befinden.